# لافایت پارک (دیترویت)
لافایت پارک (به انگلیسی: Lafayette Park) یک منطقهٔ مسکونی در ایالات متحده آمریکا است که در دیترویت واقع شده‌است.